# جورج ميرشنت
جورج ميرشنت (بالإنجليزية: George Marchant)‏ هو مخترِع وشخصية أعمال أسترالي، ولد في 25 نوفمبر 1857 في Brasted ‏ في المملكة المتحدة، وتوفي في 5 سبتمبر 1941.